# Laila (1929)
Laila är en norsk svartvit stumfilm (drama) från 1929. Filmen regisserades av George Schnéevoigt och i de ledande rollerna ses Mona Mårtenson, Tryggve Larssen och Harald Schwenzen.

## Handling
Handelsman Linds dotter ska till kyrkan för att döpas. På vägen dit blir följet attackerat av en vargflock och i den förvirring som uppstår i flykten faller barnet ur släden och blir i sista stund räddad av Jåmpa. Han arbetar som dräng hos den rike Aslag Laagje och tar barnet till sig och utger henne för att vara hans dotter. Barnet döps till Laila och växer upp tillsammans med Laagjes son Mellet, som förälskar sig i henne. Laila har dock träffat sin kusin Anders Lind och blivit förtjust i honom. Det stämmer träff vid Korsvaden vid midnatt, men Anders dyker aldrig upp då han blivit dödssjuk. Laila tror att han har svikit henne och går med på att gifta sig med Mellet. I sista stund hinner Anders fram till kyrkan strax innan vigseln ska äga rum. Allt blir uppklarat och Laila faller i hans armar.

## Rollista
- Mona Mårtenson – Laila
- Tryggve Larssen	 – Jåmpa
- Harald Schwenzen – Anders Lind
- Peter Malberg – Aslag Laagje
- Cally Monrad – Mor Laagje, Aslags hustru
- Henry Gleditsch	– Mellet, Laagjes fosterbarn
- Finn Bernhoft – C.O. Lind, handelsman
- Lilly Larson Lund – Linds hustru
- Ibe Brekke – Magga, tjänsteflicka hos Lind
- Aslag Aslagsen Sara – Lasse, tjänstepojke hos Lind
- Rasmus Christiansen – Jens Lind, C.O.:s bror
- Alice O'Fredericks – Inger, Anders syster
- Mattis Morotaja – Mellet som pojke

## Om filmen
Laila regisserades av George Schnéevoigt som också skrev filmens manus baserat på Jens Andreas Friis roman Fra Finmarken. Skildringer från 1881. Boken hade 1882 utkommit i svensk översättning och finns också med titeln Lajla, eller Skildringar från Finmarken. Filmen producerades av Lunde-Film med Helge Lunde  som produktionsledare. Interiörerna spelades in i Nordisk Films ateljé i Valby, Danmark och exteriörerna i Ytre Billefjord och Skoganvarre (båda i Porsanger), Karasjok, Bosekop i Alta, Skjærvøy i Troms samt Geilo och Ustaoset (båda i Hols kommun). Filmen fotades av Valdemar Christensen och Allan Lynge och klipptes av Schnéevoigt.
Filmen hade premiär den 6 oktober 1929 på biografen Palads i Danmark. Den 12 oktober 1929 förhandsvisades filmen på Nationalteatreti Oslo och den 14 oktober 1912 hade den norsk biopremiär på Cirkus Verdensteater och Kino-Palæet i Oslo. Den hade svensk biopremiär den 11 november 1929 på Röda Kvarn i Stockholm och Olympia i Borås. De svenska och danska titlarna blev desamma som den norska. I Norge distribuerades filmen av Norrøna-Film AS, i Sverige av AB Svensk Filmindustri och i Danmark av International Film (Sophus Madsen). I Tyskland fick den titeln Laila – Die Tochter des Nordens och i Italien Laila, la figlia del nord.
Flera av skådespelarna i filmen hade tidigare arbetat med Schnéevoigt i 1928 års Viddernas folk.
Filmen utgavs 2011 på DVD av Flickeralley.com.

## Musik
- "Lailas kjærlighetssang", text och musik: Einar Ellgen och Fred. Bjørner, arrangör Kristian Hauger.
- "Vuggesang for Laila", musik: Reidar Thommessen.

I samband med att filmen gavs ut på DVD 2011 fick den nykomponerad musik av Robert Israel, inspirerad av Edvard Grieg.